# Sirmij
Sirmij (latinsko Sirmium) je bilo mesto v rimski provinci Panoniji ob reki Savi na mestu današnje Sremske Mitrovice v Republiki Srbiji. Mesto je bilo prvič omenjeno v 4. stoletju pr. n. št.  Prvotno je bilo naseljeno z Iliri in Kelti. V 1. stoletju pr. n. št. so ga osvojili Rimljani. Postal je glavno mesto rimske province Spodnje Panonije in leta 294 ena od štirih prestolnic Rimskega cesarstva. Bil je tudi glavno mesto pretorske prefekture Ilirik in Panonija Sekunda. Najdišče Sirmija  je zavarovano kot arheološko najdišče izjemnega pomena. Po mestu je dobila ime današnja pokrajina Srem. 
Sirmij naj bi imel 100.000 prebivalcev in bil eno največjih mest svojega časa. Colin McEvedy, čigar ocene za starodavna mesta so precej nižje od splošnega soglasja, glede na velikost arheološkega najdišča število prebivalcev ocenjuje na samo 7000. Količina žita, uvoženega med letom 1 in 400 n. št., je zadostovala za prehrano od 700.000 do 1 milijon ljudi.

## Zgodovina
Ostanki Sirmija stojijo na mestu današnje Sremske Mitrovice, 55 km zahodno od Beograda (rimski Singidunum) in 145 km  od Kostolca (rimski Viminacium). Arheologi so našli sledi organiziranega človeškega bivanja na mestu Sirmija iz leta 5000 pr. n. št. Mesto je bilo prvič omenjeno v 4. stoletju pr. n. št. Prvotno so ga poseljevali Iliri in Kelti  (panonsko-ilirski Amantini in keltski Skordiski. Za ustanovitelja mesta je kasneje veljal tribalski kralj Sirm(us), vendar je etimologija imena drugačna. Ime Sirmij samo po sebi pomeni "tok, tekoča voda, mokrišče" in je povezano z njegovo lego ob bližnji reki Savi.  
S keltskimi Skordiski kot zavezniki je rimski prokonzul Mark Vinicij okoli leta 14 pr. n. št. zavzel Sirmij. V 1. stoletju n. št. je Sirmij pridobil status rimske kolonije in postal pomembno vojaško in strateško središče province Panonije. Rimski cesarji Trajan, Mark Avrelij in Klavdij II. Gotski so v Sirmiju pripravljali svoje vojne pohode. 
Leta 103 je bila Panonija razdeljena na dve provinci: Gornjo Panonijo in Spodnjo Panonijo z glavnim mestom Sirmij.  
Leta 296 je Dioklecijan Panonijo reorganiziral v štiri province: Prvo Panonijo, Panonijo Valerijo, Savsko Panonijo in Drugo Panonijo. Sirmij je postal glavno mesto Druge Panonije. Slednja se je združila Norikom in Dalmacijo v diecezo Panonijo s Sirmijem kot glavnim mestom. 
Leta 293 je bilo z ustanovitvijo tetrarhije Rimsko cesarstvo razdeljeno na štiri dele z glavnimi mesti Trier, Milano, Nikomedija in Sirmij, ki je postal prestolnica cesarja Galerija. Z ustanovitvijo pretorskih prefektur leta 318 je Sirmij  postal glavno mesto prefekture Ilirik in tak ostal do leta 379, ko je bili najzahodnejši diecezi Ilirik in Panonija, vključno s Sirmijem, odcepljeni in priključeni prefekturi Italija ter prevzeli ime Dieceza Ilirik. Vzhodni del Ilirika je ostal ločena prefektura Vzhodnega rimskega (Bizantinskega) cesarstva z novo prestolnico Solun. 
Mesto je imelo cesarsko palačo, areno za konjske dirke, kovnico denarja in gledališče ter številne delavnice, javna kopališča, templje, javne palače in luksuzne vile. Starodavni zgodovinar Amijan Marcelin ga je imenoval "veličastna mati mest". Kovnica denarja v Sirmiju je bila preko Viae Argentariae povezana s kovnico v Saloni in rudniki srebra v Dinarskem gorovju. 
Konec 4. stoletja je Sirmij prešel pod oblast Gotov. Kasneje je bil ponovno priključen k Vzhodnorimskemu cesarstvu. Leta 441 so Sirmij osvojili Huni. Za njimi so ga več kot stoletje držala različna druga plemena, med njimi Ostrogoti in Gepidi. Leta 504 je Sirmij zavzel ostrogotski grof Pictas pod vodstvom Teoderika Velikega. Sirmij je bil kratek čas središče gepidskega kraljestva in kralj Kunimund (vladal okoli 560 – 567) je v njem koval zlatnike. Po letu 567 je bil Sirmij vrnjen Vzhodnorimskemu cesarstvu. Leta 582 so mesto  osvojili in uničili panonski Avari.  
Mesto je bilo prizorišče bitke pri Sirmiju leta 1167, v kateri je bizantinski cesar Manuel I. Komnen odločilno porazil sile Ogrske in slednjo spremenil v satelitsko državo. 

## Rimski cesarji
V Sirmiju ali njegovi bližini je bilo rojenih deset rimskih cesarjev: Herenij Etrusk (251), Hostilijan (251), Decij (249–251), Klavdij II.  (268-270), Kvintil (270), Avrelijan (270–275), Prob (276–282), Maksimijan (285–310), Konstancij II. (337–361) in Gracijan (367–383). 
Zadnji cesar združenega Rimskega cesarstva, Teodozij I.(378–395), je postal cesar v Sirmiju. V sirmiju sta se leta 260  za cesarja razglasila tudi uzurpatorja Ingenuus in Regalijan. V mestu je nekaj časa živelo več drugih rimskih cesarjev, med njimi Mark Avrelij, ki je morda prav tu napisal dele svojih slavnih Meditacij in leta 180 umrl zaradi črnih koz.

## Krščanska škofija
Mesto je imelo krščansko skupnost do 3. stoletja. Do konca stoletja je imelo škofa, ki je bil verjetno metropolit vseh panonskih škofov. Prvi znani škof je bil Irenej, ki je bil mučen med Dioklecijanovim preganjanjem kristjanov leta 304. Za naslednje stoletje je zaporedje škofov znano, v 5. in 6. stoletju pa je  sedež zamrl. Neimenovani škof je omenjen leta 448. Zadnji znani škof je omenjen v papeškem pismu iz leta 594. Po tem letu se mesto le redko omenja, sedež pa je verjetno ugasnil.
Po prvi sinodi v Tiru leta 335 je Sirmij postal trdnjava arijanskega gibanja in kraj številnih polemik. Med letoma 347 in 358 so bile v Sirmiju štiri sinode. Peta je potekala leta 375 ali 378. Vse so se ukvarjale z arijanskim sporom.

## Arheološke najdbe
V Glacu pri Sirmiju izkopavajo palačo, zgrajeno iz dragih gradbenih materialov iz vsega Sredozemlja: rdečega in zelenega porfirita iz Egipta in s Peloponeza ter marmorja iz Tunizije, Grčije in Italije. Nekateri pravijo, da je palačo zgradil cesar Maksimijan na mestu, kjer so njegovi starši delali kot poljski delavci.
Med gradnjo bolnišnice leta 1971 so v monumentalnem Jupitrovem svetišču, drugem največjem v Evropi, našli več kot osemdeset oltarjev. 
Sirmij je imel dva mostova preko Sava: Ad Basanti in Artemidin most. Po letu 313 je Sirmij postal pomembno krščansko središče. Do sedaj je bilo odkritih osem zgodnjekrščanskih cerkva, posvečenih sv. Ireneju, sv. Dimitriju in sv. Sinenotu. 
Med deli na novem trgovskem centru v Sremski Mitrovici leta 1972 je delavec po nesreči vdrl v star rimski lonec, globok približno 2 m. V zidu rimske hiše so našli usnjen mošnjiček s 33 zlatimi rimskimi kovanci, verjetno skrite prihranke premožne rimske družine. V tej izemno redki najdbi so bili štirje kovanci iz obdobja Konstancija II., ki veljajo za najdragocenejše primerke iz poznega Rimskega cesarstva iz 4. stoletja n. št.  
Sirmij je imel tudi hipodrom. Ogromna zgradba, široka približno 150 m in dolga 450 m, leži neposredno pod mestnim središčem Sremske Mitrovice in tik ob stari sirmijski cesarjevi palači, eni od le nekaj javno dostopnih arheoloških najdišč v Sirmiju.  

## Slavni stanovalci

### Cesarji
- Mark  Avrelij (161–180) je imel v Sirmiju rezidenco med svojimi panonskimi kampanjami (170–180)
- Maksimin Tračan (235–238) je vladal iz svoje rezidence v Sirmiju
- Herenij Etrusk (251) je bil rojen v Sirmiju
- Hostilijan (251) je bil rojen v Sirmiju
- Ingen (260) se je v Sirmiju razglasil za rimskega cesarja
- Regalijan (260) se je v Sirmiju razglasil za rimskega cesarja
- Klavdij II. (268–270) je bil rojen v Sirmiju in v njem preživel večino svojega življanje
- Kvintil (270) je bil rojen v Sirmiju
- Avrelijan (270–275) je bil rojen v Sirmiju in se tam razglasil za rimskega cesarja
- Prob (276–282) je bil rojen v Sirmiju
- Maksimijan (285–310) je bil rojen v okolici Sirmija
- Galerij (305–311) je kot cezar od leta 293 do 296 vladal iz Sirmija
- Krisp se je v Sirmiju leta 317 razglasil za rimskega cesarja
- Konstantin II. se je v Sirmiju leta 317 razglasil za rimskega cesarja
- Vetranij se je v Sirmiju leta 350 razglasil za rimskega cesarja
- Konstancij II. (337–361) je bil rojen  Sirmiju
- Gracijan (367–383) je bil rojen  Sirmiju
- Teodozij I. Veliki (378–395) je v Sirmiju postal cesar

### Prefekti
- Valerij Licinij, prefekt Dioceze Panonije (308–314)
- Aprikan, prefekt Druge Panonije (355)
- Mesala, prefekt Druge Panonije (373)
- Petronij Prob, prefekt v Sirmiju (374)
- Avrelij Viktor, prefekt Druge Panonije (369) in avtor Zgodovine Rima, do Julijanove vladavine
- Leoncij, prefekt v Sirmiju (426)

### Škofje
- Irenej (umrl 304)
- Domnus (odstavljen okoli 335), udelećenec Prvega nicejskega koncila
- Evterij (347)
- Fotin (okoli 345–351), arijanski škof
- Germinij (351–okoli 376)
- Anemij (okoli 376– okoli 392)
- Kornelij (okoli 392 – po 404)
- vrencij (401–417)
- Sebastijan (594)

### Svetnici
- Anastazija Sirmijska
- Fausta Sirmijska